# Latibex
Latibex, der  Latin America Securities Market, ist eine von der spanischen Regierung lizenzierte Börse in Madrid, auf der lateinamerikanische Wertpapiere gehandelt werden. 
Handelswährung ist der Euro. Genutzt wird das Computerhandelsystem der spanischen Börse, Bolsa española, das Sistema de Interconexión Bursátil Español (SIBE).

## Indizes
In Zusammenarbeit mit dem Konzern Financial Times werden drei Indizes gebildet:
- FTSE Latibex All Share, gebildet als allen an der Latibex gehandelten Werten.
- FTSE Latibex Top, gebildet aus den 15 liquidesten an der Latibex gehandelten Werten.
- FTSE Latibex Brasil, gebildet aus den brasilianischen an der Latibex gehandelten Werten.

## Die Hauptbörsen für die an der Latibex gehandelten Werte sind
- Bolsa de Buenos Aires (Argentinien)
- Bovespa (Brasilien)
- Bolsa de Santiago (Chile)
- Bolsa Mexicana de Valores
- NYSE (USA)
- Bolsa de Lima (Perú)